# Illécèbre verticillé
Illecebrum verticillatum
Espèce
Classification phylogénétique
L'illécèbre verticillé (Illecebrum verticillatum L.) ou herbe aux panaris est une petite plante annuelle, peu fréquente, que l'on rencontre sur des zones sableuses, acides, mouillées, voire inondées en hiver et très sèches en été, moissons, chemins piétinés, ornières, bord des étangs temporairement asséchés.
Plante annuelle, rampante, haute de 5 à 30 cm, fleurissant de juin à octobre. Feuilles opposées à pseudo-verticillées, petites, sessiles. Tépales en forme de capuchon, devenant épais et spongieux après la floraison.
Distribution : Europe méridionale et centrale, Afrique du Nord, Macaronésie.
Curieusement, cette plante très localisée, sinon rare, porte aussi le nom d'herbe aux panaris à l'instar du sceau de Salomon ou de différentes renouées dont les sucs étaient réputés pour soigner cette infection.